# Astragalus lentiginosus
Astragalus lentiginosus — вид квіткових рослин з родини бобових (Fabaceae). Ареал охоплює такі країни: Канада (Британська Колумбія), Мексика, США.

## Біоморфологічна характеристика
Це багаторічна або зрідка однорічна трав'яниста рослина з листям завдовжки до 15 сантиметрів, розділеним на безліч пар дрібних листочків. Рослина має форму від розпростертої до прямостоячої, досить шерстиста або майже безволоса. Суцвіття містить до 50 квіток, схожих на горошинки, які можуть бути пурпуровими, білуватими або сумішшю обох. Об'єднавчою рисою більшості різновидів є надутий біб із дзьобом та борозенкою збоку. Біб висихає до папероподібної текстури та розкривається, починаючи з дзьоба, щоб звільнити насіння. Епітет lentiginosus стосується червоної плямистості, яка зазвичай трапляється на бобах і нагадує веснянки. Період цвітіння триває з березня, квітня по травень.

## Середовище
Висота: 1400–3000 метрів. Це багаторічна рослина, яка зустрічається в лісах Піньйон-Ялівець, а також у порушених середовищах існування, таких як узбіччя доріг. A. lentiginosus є токсичною рослиною для тварин, оскільки містить алкалоїд індолізину, свайнсонін. A. lentiginosus – це поліморфний вид, що складається з 40 різновидів. Деякі різновиди є дуже локалізованими та перебувають під загрозою зникнення через порушення середовища існування, розширення сільського господарства та розведення худоби.

## Використання
Вид наразі не культивується в комерційних цілях. Розмноження з насіння вимагає шрамування насіннєвої оболонки, щоб зародок міг поглинути воду. Народ зуні їсть боби свіжими, вареними або солоними. Їх також сушать і зберігають для зимового використання.